# Tropidophis canus
Tropidophis canus (лат.) — вид неядовитых змей из семейства земляных удавов. Эндемик островов Инагуа на Багамах.

## Внешний вид и строение
Как и все представители рода, Tropidophis canus представляет собой довольно небольшую змею, общая длина которой составляет в среднем от 30 см до 60 см. Может менять цвет за счёт движения гранул тёмного пигмента. В зависимости от времени дня светлый или темный цвет может обеспечить лучшую маскировку. Имеет жёлто-оранжевый кончик хвоста, который, вероятно, используется для приманивания добычи.

## Поведение
Активен обычно в тёмное время суток. Большинство земляных удавов являются наземными животными, то есть живут на земле, а отдыхают в норах или зарослях растений. Некоторые из них приспособились к древесному образу жизни. Молодые удавы живут на деревьях и кустарниках и питаются в основном ящерицами-анолисами. Взрослые удавы питаются лягушками, птицами и крысами. При угрозе змея сворачивалась в тугой клубок, как и королевский питон. Может пускать кровь из глаз, рта и ноздрей, имитируя смерть.